# Lewis Jones (rugby)
Pour les articles homonymes, voir Jones.

a Compétitions nationales et continentales officielles uniquement.

b Matchs officiels uniquement.
Lewis Jones, né le 11 avril 1931 à Gorseinon (pays de Galles) et mort le 4 mars 2024, est un joueur international gallois de rugby à XV, évoluant aux postes d'arrière, de centre ou d'ailier. Il est également international britannique et international gallois de rugby à XIII et joue aux postes d'arrière, de centre, d'ailier et de demi d'ouverture.
Après sa carrière de joueur, il devient entraîneur de rugby à XIII.

## Biographie

### Carrière de rugby à XV
Lewis Jones dispute son premier test match avec le pays de Galles le 21 janvier 1950, contre l'équipe d'Angleterre à seulement dix-huit ans, et son dernier test match fut contre l'équipe de France le 22 mars 1952. Il compte dix capes sous le maillot gallois.
En 1950, il joue trois matchs avec les Lions en tournée en Australie et en Nouvelle-Zélande.
En club, il évolue pour Neath RFC dès ses dix-sept ans, avant de faire son service national dans la Navy. Ensuite, il rejoint le Llanelli RFC,.

### Carrière de rugby à XIII
En novembre 1952, il part rejoindre le rugby à XIII pour le club des Leeds Rhinos pour un contrat record de 6 000 £,. Il dispute dix-sept rencontres internationales pour la Grande-Bretagne.
De 1964 à 1969, il est entraîneur-joueur au sein des Wentworthville Magpies en Australie.

### Mort
Lewis Jones meurt le 4 mars 2024 à l'âge de 92 ans,.

## Statistiques en équipe nationale
- 10 sélections pour le pays de Galles
- 36 points (9 transformations, 6 pénalités)
- Sélections par année : 4 en 1950, 3 en 1951, 3 en 1952
- Participation à trois Tournois des Cinq Nations : 1950, 1951, 1952

## Palmarès
- Vainqueur du Tournoi des Cinq Nations en 1950 (Grand Chelem) et 1952 (Grand Chelem) avec l'équipe du pays de Galles de rugby à XV.